# قشلاق سفلی
قشلاق سفلی، روستایی از توابع بخش شرا شهرستان همدان در استان همدان ایران است.

## جمعیت
این روستا در دهستان شوردشت قرار دارد و براساس سرشماری مرکز آمار ایران در سال ۱۳۹۵، جمعیت آن۸۴ نفر (۲۷خانوار) بوده‌است.